# Pereskia grandifolia
Pereskia grandifolia es una especie de cactus que se encuentra en América. 

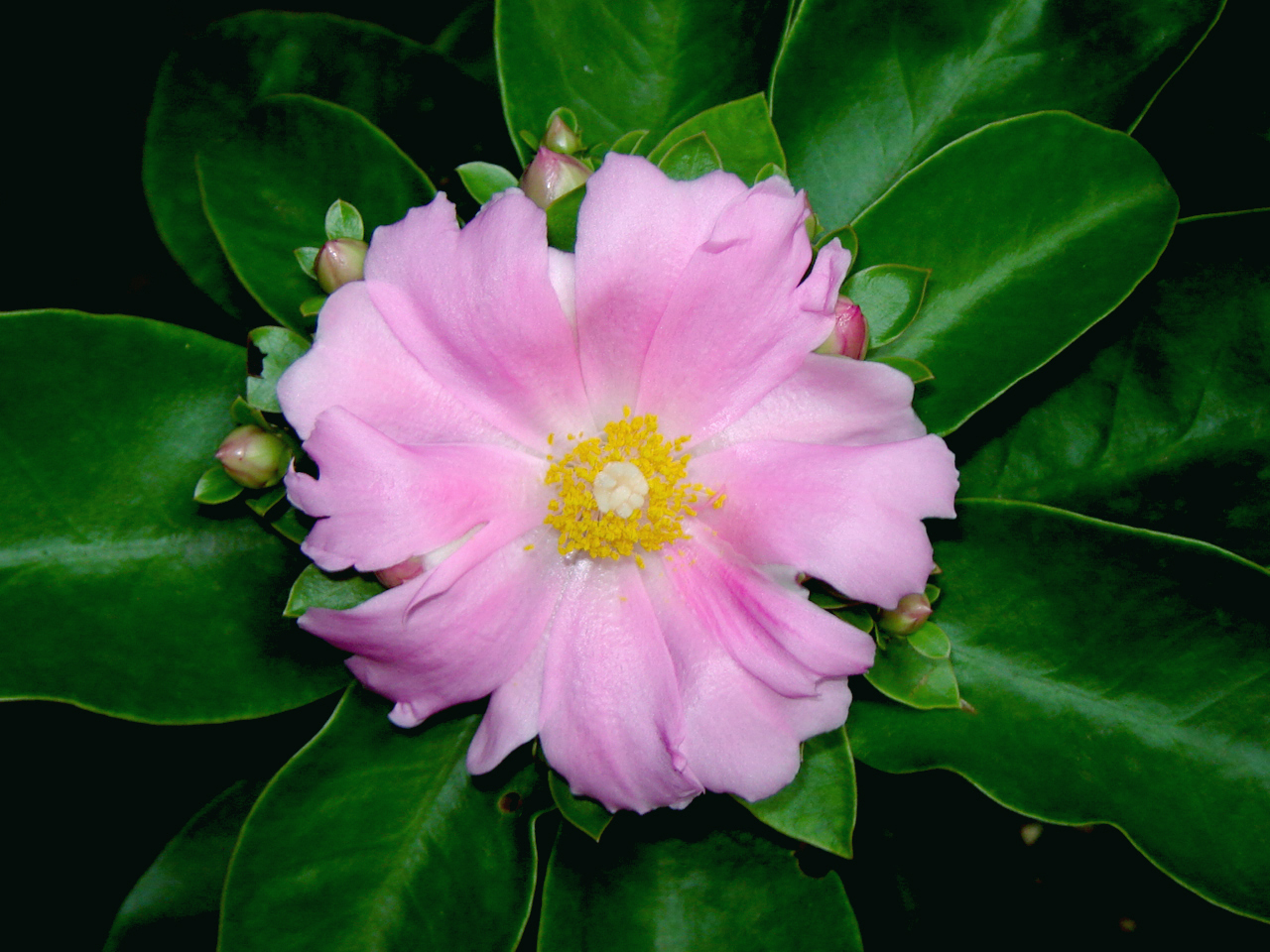
Flor

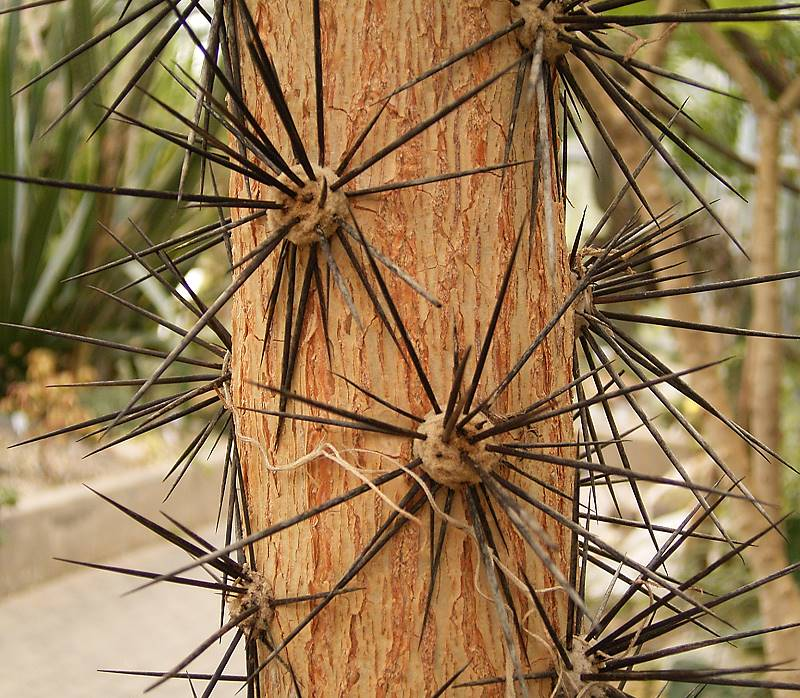
Areolas

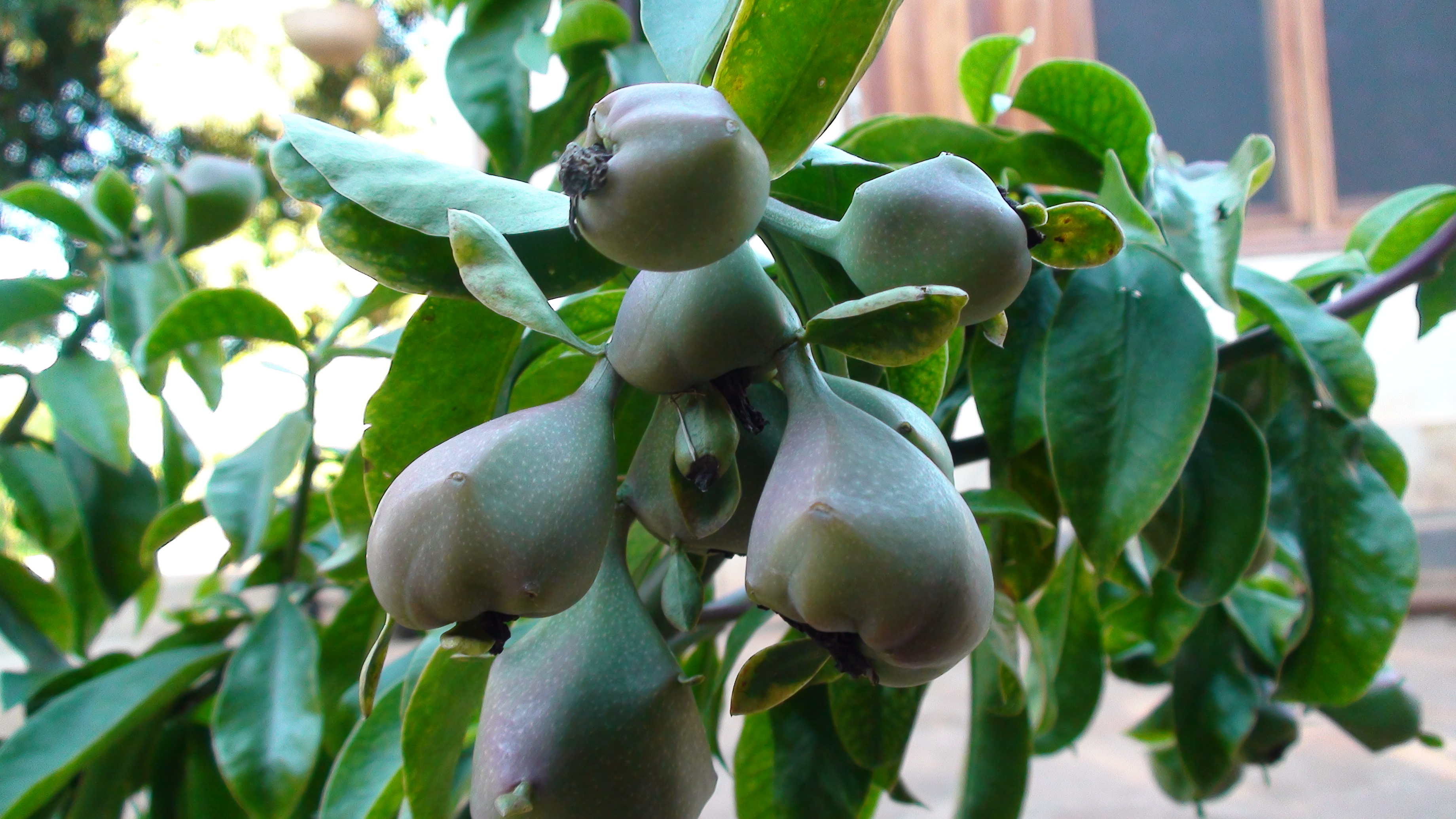
Frutos

## Descripción
Son arbustos o árboles, que alcanzan un tamaño de 1–5 m de alto, con brotes erectos o arqueados, las ramas jóvenes de 5–8 mm de grueso; aréolas prominentes, con 1–8 espinas aciculares de 10–50 mm de largo, negras o café obscuras, lana densa café a café-grisácea. Hojas lanceoladas, oblongas a obovadas, 5–18 cm de largo y 1–6 cm de ancho, ápice agudo a acuminado, base atenuada; pecíolo 5–12 mm de largo. Inflorescencia cimoso-paniculada, flores pocas a muchas, de 3–4 cm de largo; partes sepaloides del perianto ca 3–5, 8–18 mm de largo y 5–8 mm de ancho, verdes; partes petaloides del perianto de 1–3 cm de largo y 0.5–1.3 cm de ancho, rosadas a rosado-purpúreo obscuras; receptáculo angulado con un podario prominente, elevado y con 4–7 brácteas 5–10 mm de largo y 2–5 mm de ancho; estilo 0.8–1.2 cm de largo, lobos del estigma 5–8. Frutos piriformes, con ángulos conspicuos y podarios prominentes, verdes a amarillentos, ombligo angosto y hundido, 3–8 cm de largo y 3–6 cm de diámetro; semillas ca 6 mm de largo y 5 mm de grueso, lateralmente comprimidas.

## Distribución y hábitat
Cultivada y posiblemente escapada en las áreas más secas, es nativa del este de Brasil, ampliamente cultivada y naturalizada en Mesoamérica y el Caribe. En Brasil se encuentra en la Mata Atlántica, distribuida por Maranhão, Ceará, Pernambuco, Bahia, Minas Gerais, Espírito Santo, São Paulo, Río de Janeiro, Paraná y Santa Catarina.

## Taxonomía
Pereskia grandifolia fue descrita por  Adrian Hardy Haworth y publicado en Supplementum Plantarum Succulentarum ... 85–86. 1819.
Etimología
Pereskia: nombre genérico llamado así en honor a Nicolas-Claude Fabri de Peiresc, botánico francés del siglo XVI, por quien también se nombró a la subfamilia Pereskioideae.
grandifolia: epíteto latino de grandis = "grande" y folius = "hoja", en alusión a sus grandes hojas.
Variedades
- Pereskia grandifolia var. grandifolia
- Pereskia grandifolia subsp. violacea (Leuenb.) N.P. Taylor & Zappi

Sinonimia
- Cactus grandifolius Link
- Cactus rosa Vell.

var. grandifolia
- Pereskia ochnocarpa Miq.
- Pereskia rosea hort. ex A. Dietr.
- Pereskia tampicana F.A.C. Weber
- Rhodocactus grandifolius (Haw.) F.M. Knuth
- Rhodocactus tampicanus (F.A.C. Weber) Backeb.

subsp. violacea (Leuenb.) N.P.Taylor & Zappi
- Pereskia grandifolia var. violacea Leuenb.	[3]

## Más información
- Morfología de los cactus
- Terminología descriptiva de las plantas